# Alberto López (baloncestista)
Alberto López , (1 de noviembre de 1926 - 20 de marzo de 2003) fue un jugador argentino de baloncesto.  